# شهرستان جیم ولز (تگزاس)
شهرستان جیم ولز، تگزاس (به انگلیسی: Jim Wells County, Texas) یک سکونتگاه مسکونی در ایالات متحده آمریکا است که در تگزاس واقع شده‌است.

## خصوصیات
شهرستان جیم ولز ۲٬۲۴۸٫۱۲ کیلومترمربع مساحت دارد.